# Jakub Kuśmieruk
Jakub Kuśmieruk (ur. 13 października 1989 w Sokołowie Podlaskim) – polski koszykarz grający na pozycji środkowego. Najwyższy polski koszykarz (224 cm).
Kuśmieruk zaczął uprawiać koszykówkę w wieku 14 lat w gimnazjalnej szkole mistrzostwa sportowego w Kozienicach. W 2005 roku wyjechał do Stanów Zjednoczonych, gdzie w latach 2005–2008 występował w licealnej drużynie szkoły The John Carroll High School, zdobywając w ostatnim sezonie gry średnio po 2,5 punktu. W latach 2008–2010 występował w zespole Central Florida Knights, biorącym udział w rozgrywkach dywizji I NCAA. W jego barwach rozegrał 38 meczów ligowych, w których zdobywał średnio po 1,9 punktu i 1,2 zbiórki. Latem 2010 roku zdecydował się przenieść na uczelnię Idaho State University, w związku z czym w sezonie 2010/2011 nie mógł występować w rozgrywkach NCAA. Powrócił do nich w barwach zespołu Idaho State Bengals na lata 2011–2013. W tym czasie rozegrał 37 spotkań ligowych, w których zdobywał przeciętnie po 2,9 punktu i 2,1 zbiórki. W sumie w dywizji I NCAA zagrał 75 meczów, notując średnio 2,4 punktu i 1,7 zbiórki.
Latem 2013 roku wrócił do Polski, gdzie był testowany przez Wilki Morskie Szczecin (grające wówczas w I lidze) i Polpharmę Starogard Gdański (grającą wówczas w Polskiej Lidze Koszykówki). Ostatecznie kontrakt z nim podpisał klub ze Szczecina. W jego barwach w sezonie 2013/2014 rozegrał w sumie 17 spotkań ligowych, w których zdobywał średnio po 3 punkty i 2,4 zbiórki. Wystąpił również w 4 meczach rezerw Wilków Morskich Szczecin, grających w rozgrywkach o awans do II ligi mężczyzn (tzw. III liga), w których zdobywał średnio po 13 punktów. Portal SportoweFakty.pl wybrał go jednym z pięciu „największych przegranych” rundy zasadniczej sezonu 2013/2014 I ligi. Po sezonie 2013/2014 odszedł z Wilków Morskich.
Jakub Kuśmieruk ma 224 cm wzrostu, co czyni go najwyższym polskim koszykarzem. Ze względu na swój wzrost i pozycję, na której gra był porównywany między innymi do Shaquille’a O’Neala i Marcina Gortata. Jego ojciec (Zdzisław Kuśmieruk) ma 202 cm wzrostu i grał w drużynie Startu Lublin.